# Saison 2019 de l'équipe cycliste WNT-Rotor
La saison 2019 de l'équipe cycliste féminine WNT-Rotor est la quatrième de la formation. L'effectif est quasiment intégralement renouvelé. Le recrutement est ambitieux. Les principales recrues sont : la sprinteuse néerlandaise Kirsten Wild, la spécialiste du contre-la-montre allemande Lisa Brennauer, la grimpeuse espagnole Ane Santesteban, la grimpeuse allemande Clara Koppenburg et la grimpeuse italienne Erica Magnaldi. L'équipe court avec une licence allemande, contrairement aux années précédentes, où elle courait sous licence britannique.
Kirsten Wild est championne du monde sur piste de l'omnium et de la course à l'américaine. Sur route, elle remporte les Trois Jours de La Panne et Gand-Wevelgem au sprint. Elle gagne également deux étapes de l'Healthy Ageing Tour. Elle passe la première la ligne à la RideLondon-Classique, mais est disqualifiée pour un écart ayant provoqué une chute massive dans le sprint. Lisa Brennauer remporte une étape du Festival Elsy Jacobs et son classement général. Elle redevient championne d'Allemagne sur route. En fin d'année, elle gagne le contre-la-montre et le classement général de La Madrid Challenge by La Vuelta. Kathrin Hammes grâce à une échappée fleuve s'adjuge le classement général du Tour de Thuringe. Clara Koppenburg gagne la Setmana Ciclista Valenciana, quatrième du Tour de Californie et deuxième du Tour de l'Ardèche. Ane Santesteban et Erica Magnaldi jouent placées au Tour d'Italie et au Tour de l'Ardèche. Lisa Brennauer est quinzième du classement UCI et Kirsten Wild dix-neuvième du classement World Tour. WNT est neuvième des deux classements par équipes.

## Préparation de la saison

### Partenaires et matériel de l'équipe

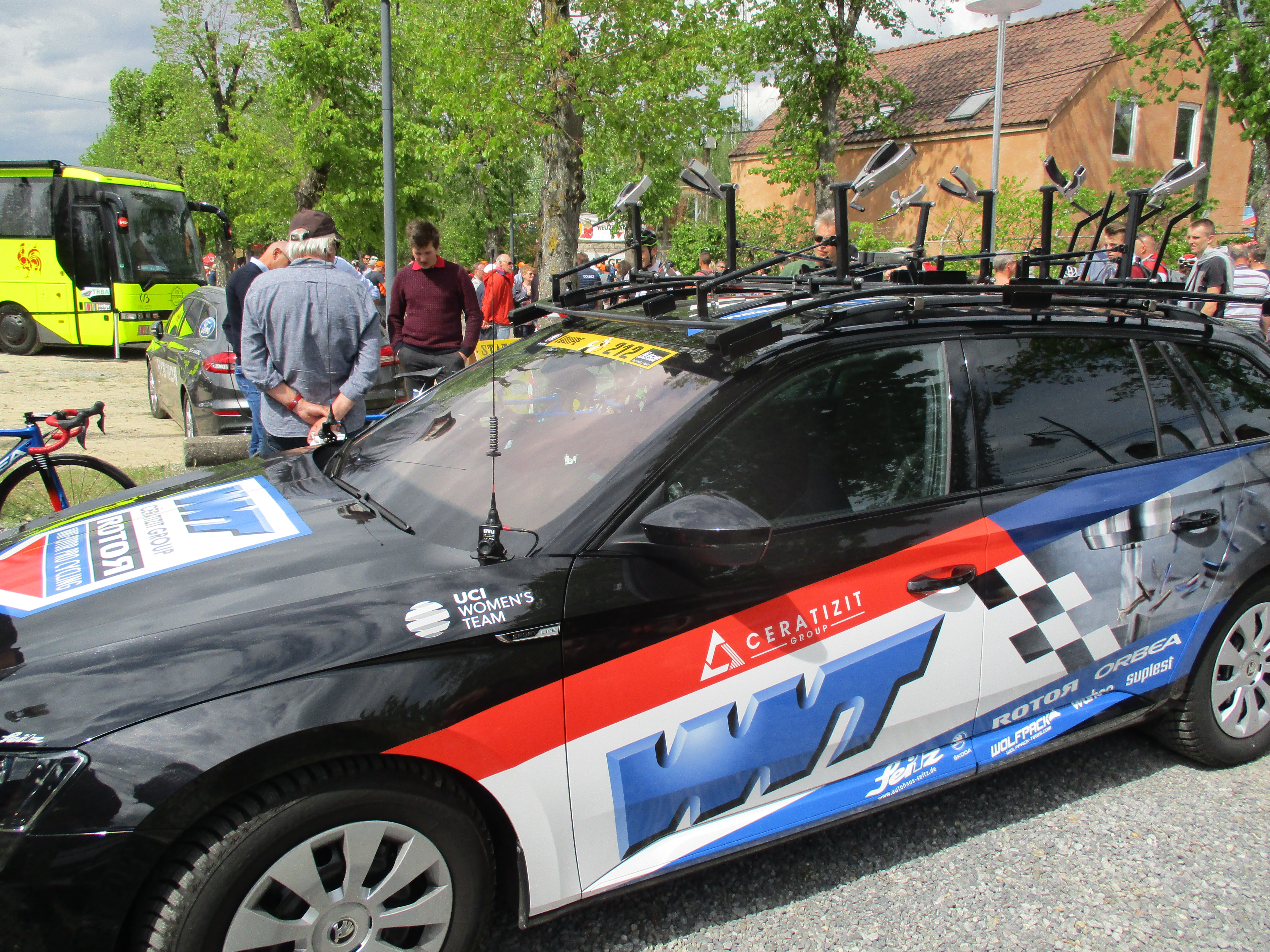
Voiture de l'équipe

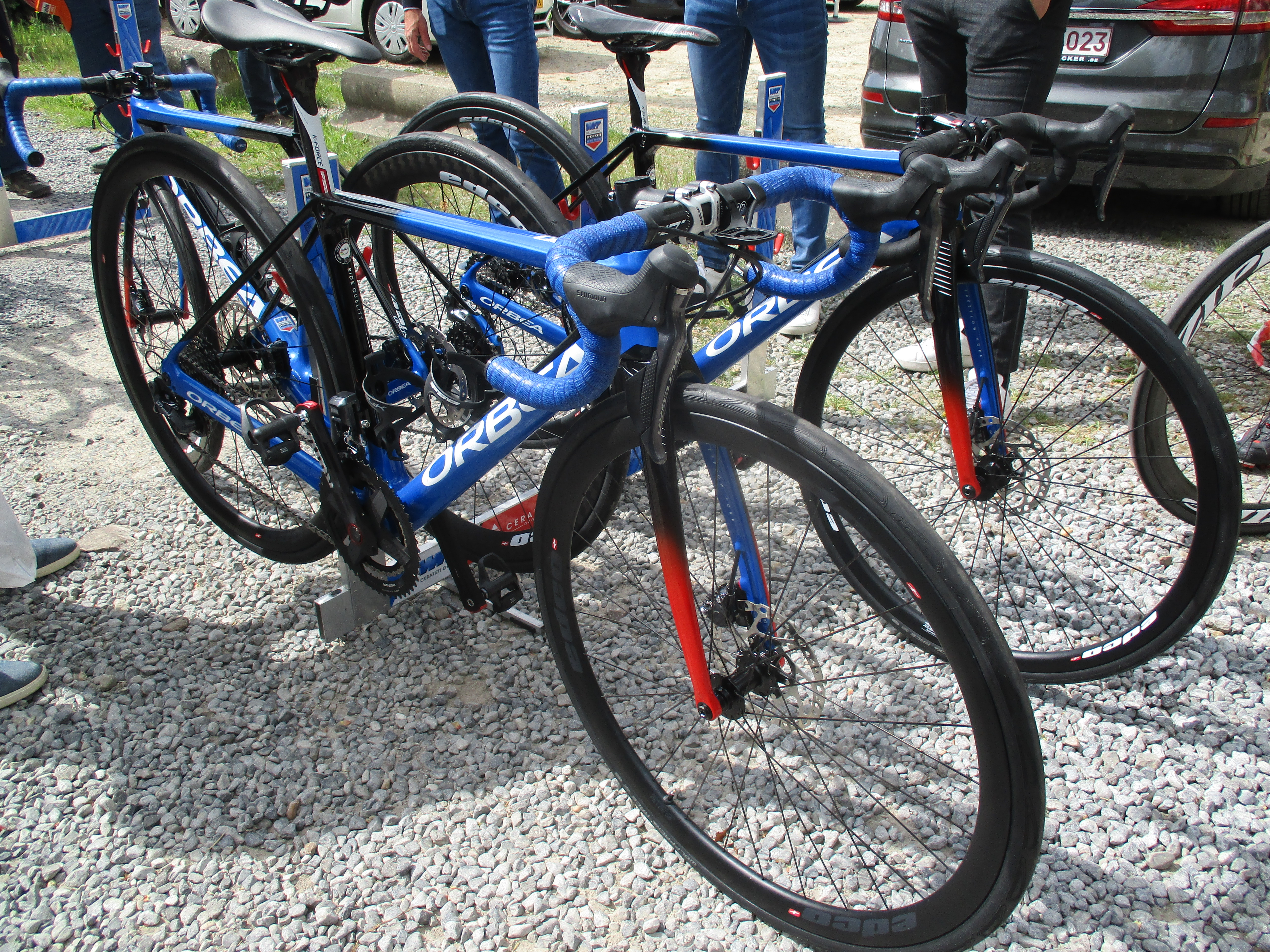
Vélos de l'équipe

Le fabricant d'outillage WNT est le principal partenaire de l'équipe. Le fabricant de matériel vélo Rotor est le partenaire secondaire.

### Arrivées et départs
L'effectif est quasiment entièrement renouvelé. Le recrutement est ambitieux. Les principales recrues sont : la sprinteuse néerlandaise Kirsten Wild, la spécialiste du contre-la-montre allemande Lisa Brennauer, la grimpeuse espagnole Ane Santesteban, la grimpeuse allemande Clara Koppenburg et la grimpeuse italienne Erica Magnaldi . La Française Laura Asencio, l'Allemande Kathrin Hammes, la Néerlandaise Claudia Koster, l'Autrichienne  Sarah Rijkes et l'Italienne Lara Vieceli viennent également renforcer l'équipe.
| Arrivées         | Équipe 2018         |
| ---------------- | ------------------- |
| Laura Asencio    | Néo-professionnelle |
| Lisa Brennauer   | Wiggle High5        |
| Kathrin Hammes   | Trek-Drops          |
| Clara Koppenburg | Cervélo-Bigla       |
| Claudia Koster   | Virtu               |
| Erica Magnaldi   | Bepink              |
| Sarah Rijkes     | Experza-Footlogix   |
| Ane Santesteban  | Alé Cipollini       |
| Lara Vieceli     | Astana Women's      |
| Kirsten Wild     | Wiggle High5        |

| Départs          | Équipe 2019        |
| ---------------- | ------------------ |
| Lydia Boylan     | Amateur            |
| Natalie Grinczer | Bizkaia-Durango    |
| Hayley Jones     | Amateur            |
| Melissa Lowther  | Amateur            |
| Elise Maes       | Amateur            |
| Eileen Roe       | Amateur            |
| Hayley Simmonds  | BTC City Ljubljana |
| Winanda Spoor    | Amateur            |

## Effectif et encadrement

### Effectif
| Effectif 2019                   | Effectif 2019     | Effectif 2019 | Effectif 2019                          |
| Cycliste                        | Date de naissance | Pays          | Équipe précédente                      |
| ------------------------------- | ----------------- | ------------- | -------------------------------------- |
| Laura Asencio                   | 14 mai 1998       | France        | DN Auvergne-Rhône Alpes (2018)         |
| Anna Badegruber                 | 14 janvier 1997   | Autriche      | Vitalogic Astrokalb Radunion Nö (2016) |
| Lisa Brennauer                  | 8 juin 1988       | Allemagne     | Wiggle High5 (2018)                    |
| Janneke Ensing (1 juin–31 déc.) | 21 septembre 1986 | Pays-Bas      | Alé Cipollini (2018)                   |
| Kathrin Hammes                  | 9 janvier 1989    | Allemagne     | Trek-Drops (2018)                      |
| Clara Koppenburg                | 3 août 1995       | Allemagne     | Cervélo Bigla (2018)                   |
| Claudia Koster                  | 22 mars 1992      | Pays-Bas      | Virtu Cycling Women (2018)             |
| Erica Magnaldi                  | 24 août 1992      | Italie        | Bepink (2018)                          |
| Gabrielle Pilote Fortin         | 26 avril 1993     | Canada        | Cervélo Bigla (2017)                   |
| Sarah Rijkes                    | 2 avril 1991      | Autriche      | Experza-Footlogix (2018)               |
| Ane Santesteban                 | 12 décembre 1990  | Espagne       | Alé Cipollini (2018)                   |
| Aafke Soet                      | 23 novembre 1997  | Pays-Bas      | Parkhotel Valkenburg-Destil (2017)     |
| Lea Lin Teutenberg              | 2 juillet 1999    | Allemagne     |                                        |
| Lara Vieceli                    | 16 juillet 1993   | Italie        | Astana Women's Team (2018)             |
| Kirsten Wild                    | 15 octobre 1982   | Pays-Bas      | Wiggle High5 (2018)                    |
|                                 |                   |               |                                        |
| Source : UCI                    |                   |               |                                        |

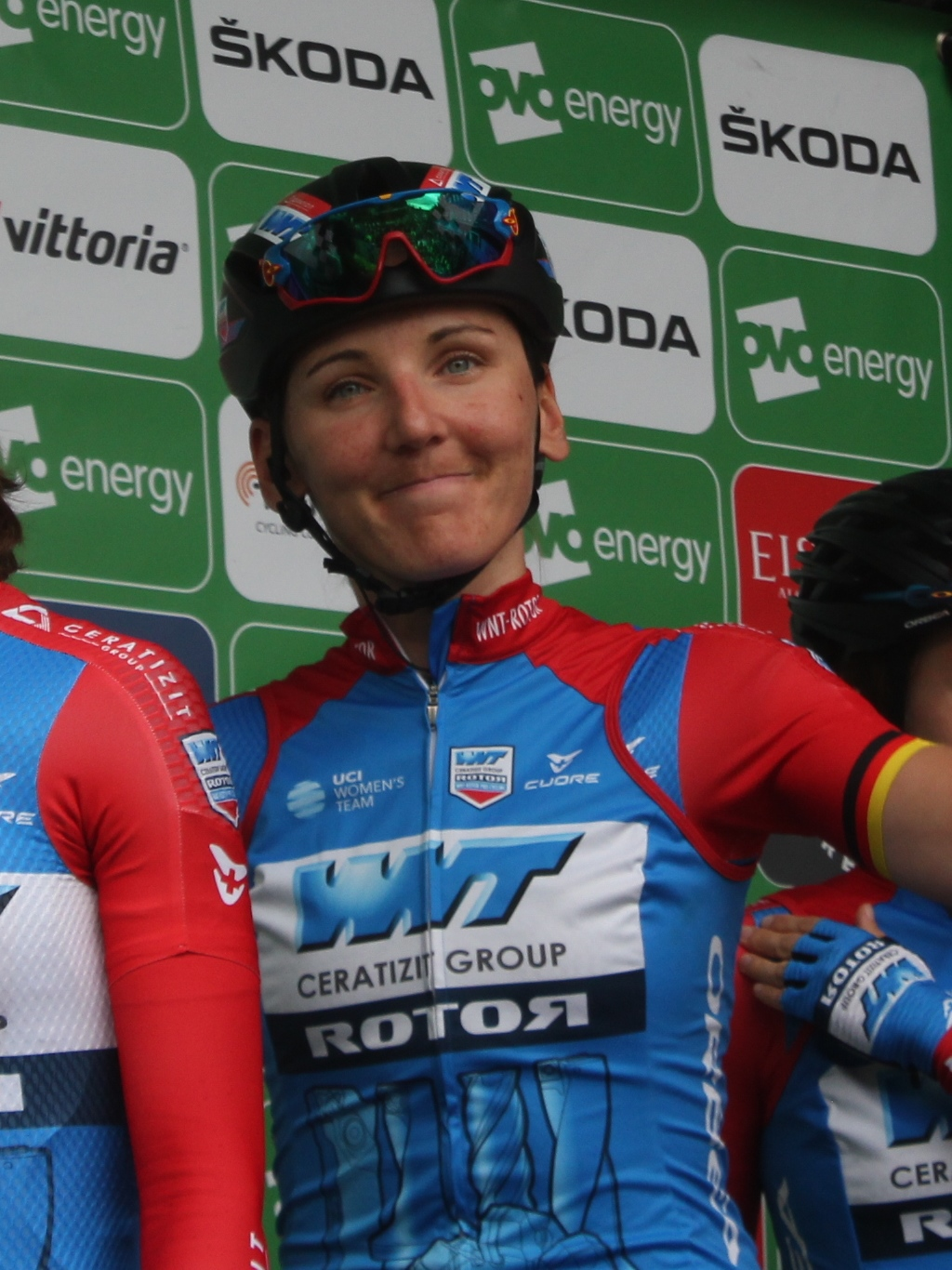
Lisa Brennauer
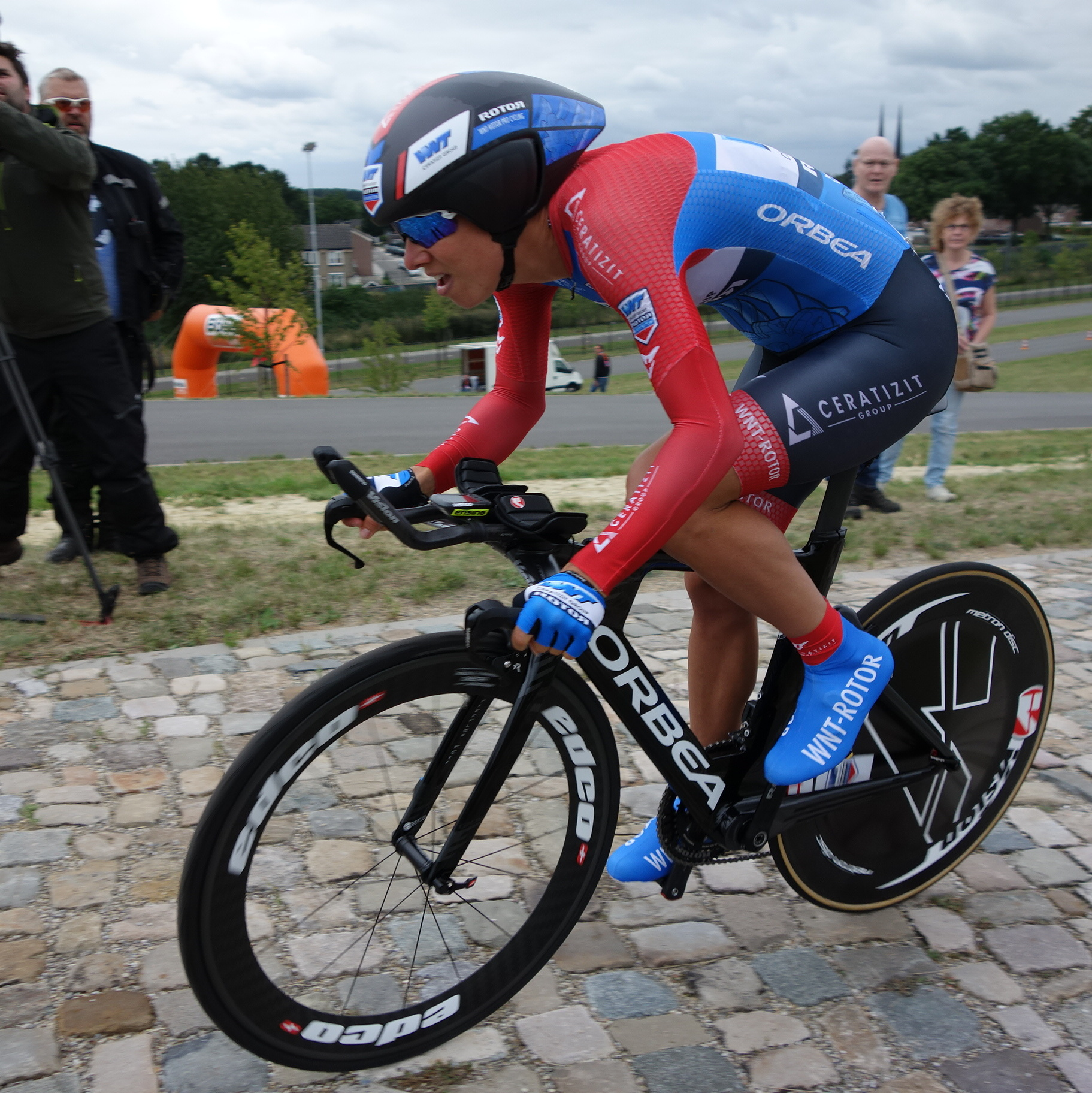
Janneke Ensing
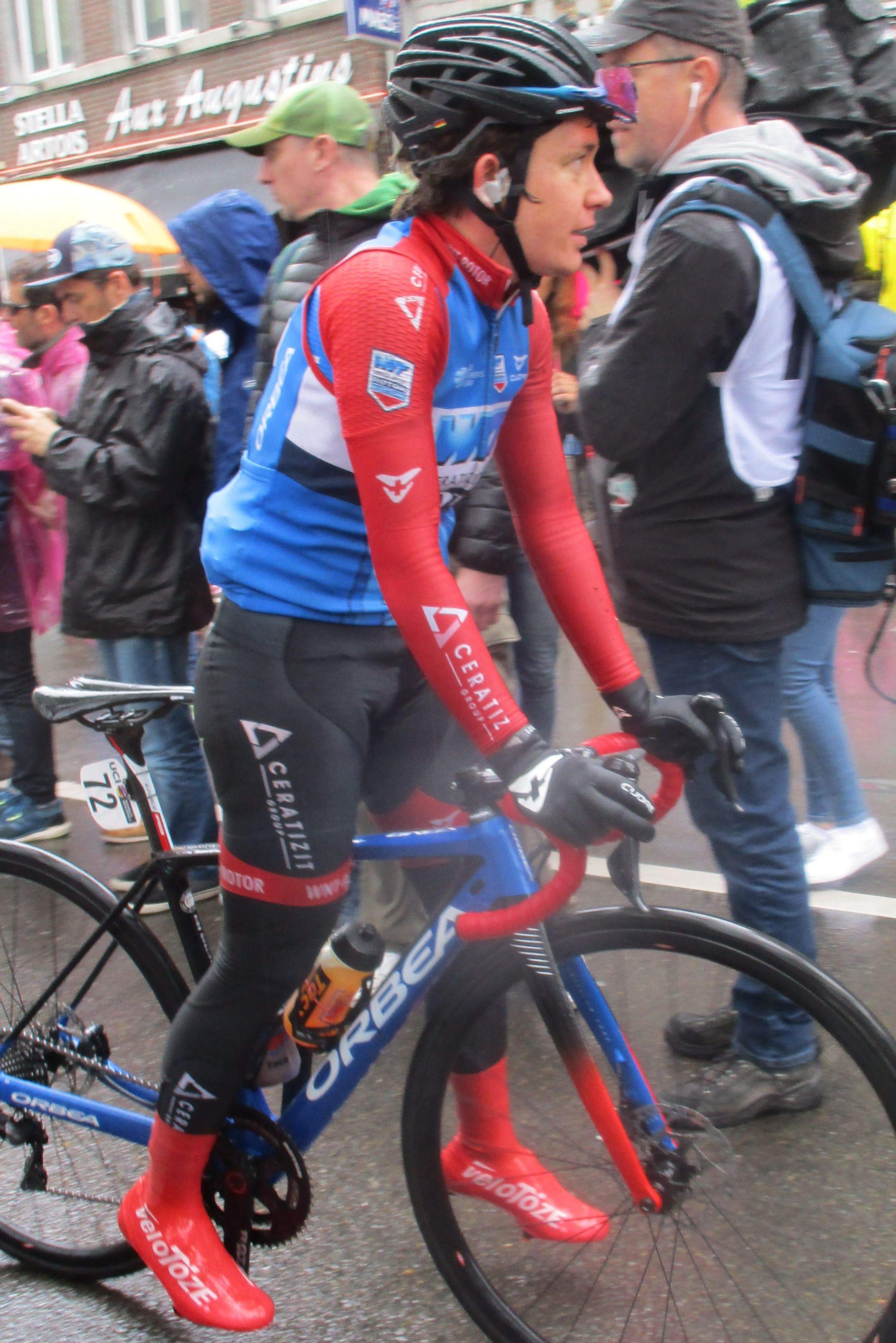
Kathrin Hammes
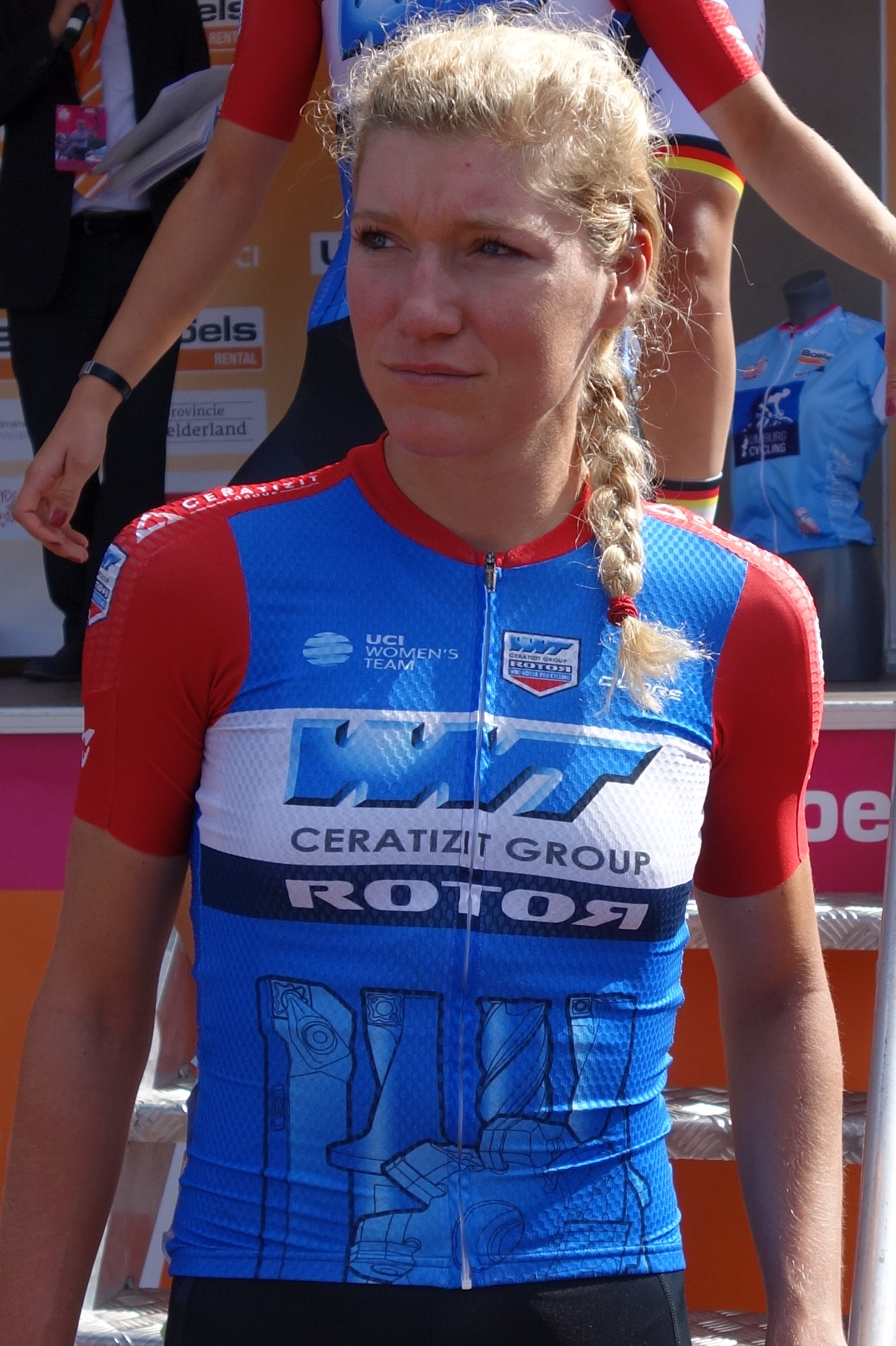
Claudia Koster
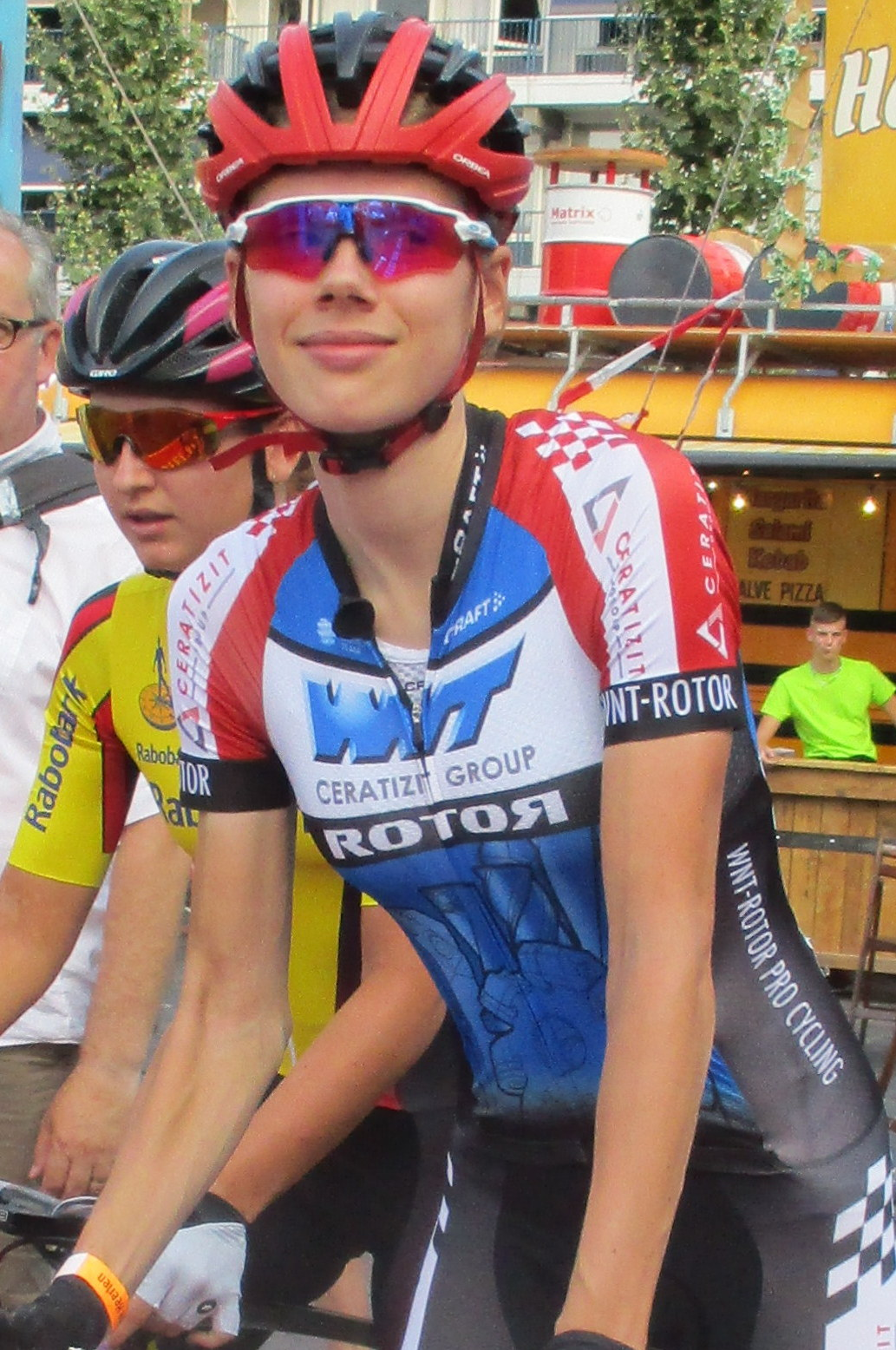
Aafke Soet en 2018.
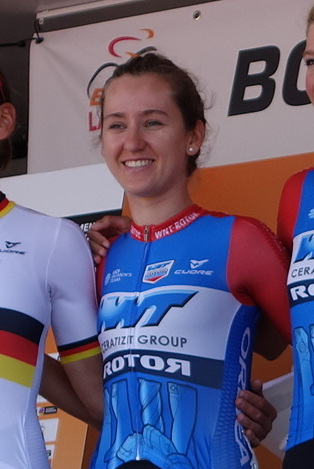
Lea Lin Teutenberg
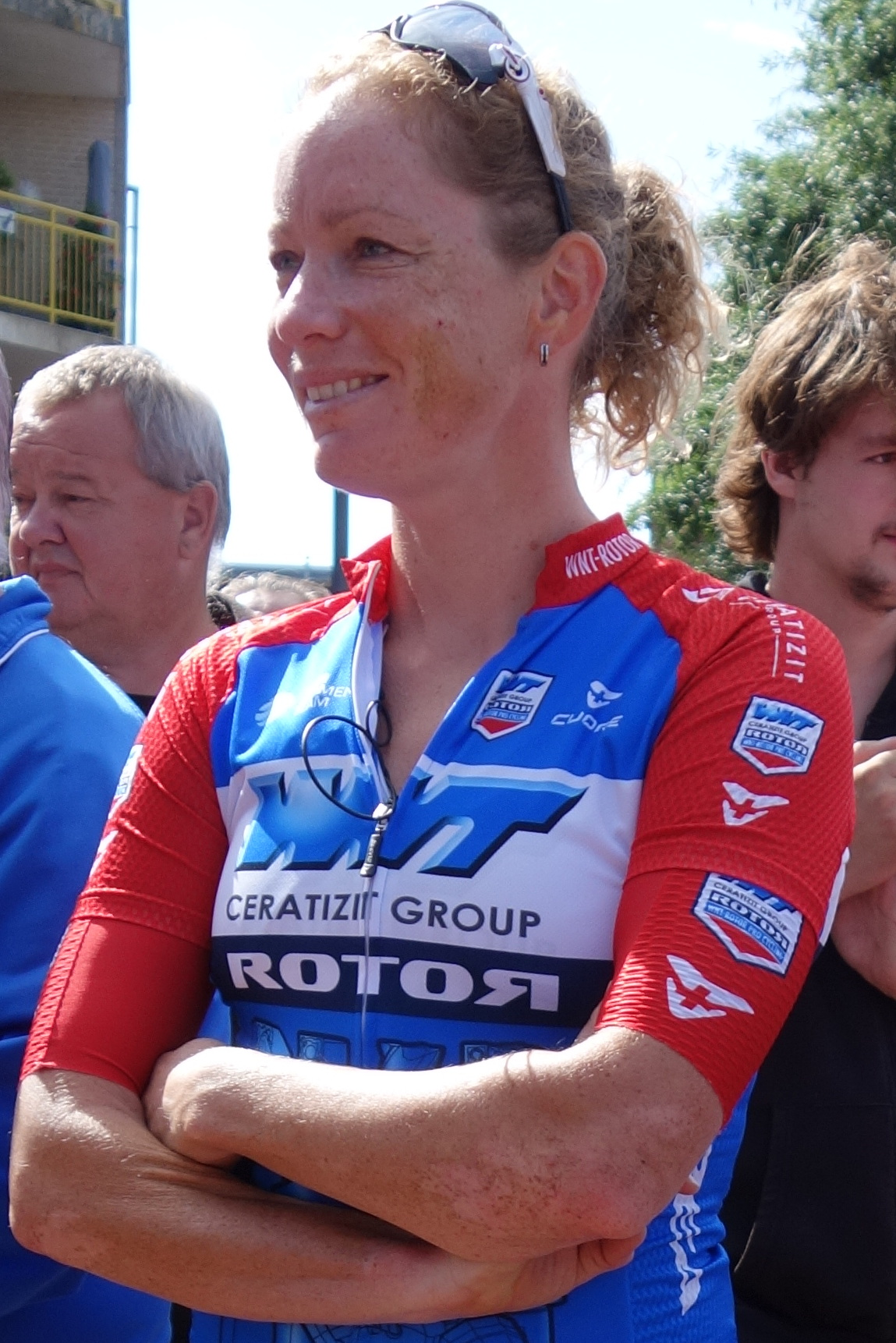
Kirsten Wild

### Encadrement
Dirk Baldinger est le directeur sportif de l'équipe. Il est assisté de Bernhard Baldinger, Sebastien Nittke, Kim Plamer et Claude Sun. Cette dernière est également représentante de l'équipe à l'UCI.

## Déroulement de la saison

### Janvier-Février
En janvier, Kirsten Wild conserve ses titres de championne du monde sur piste en omnium et en course à l'américaine.
À la Setmana Ciclista Valenciana, Clara Koppenburg remporte la troisième étape seule. Cela lui permet de remporter le classement général.

### Mars

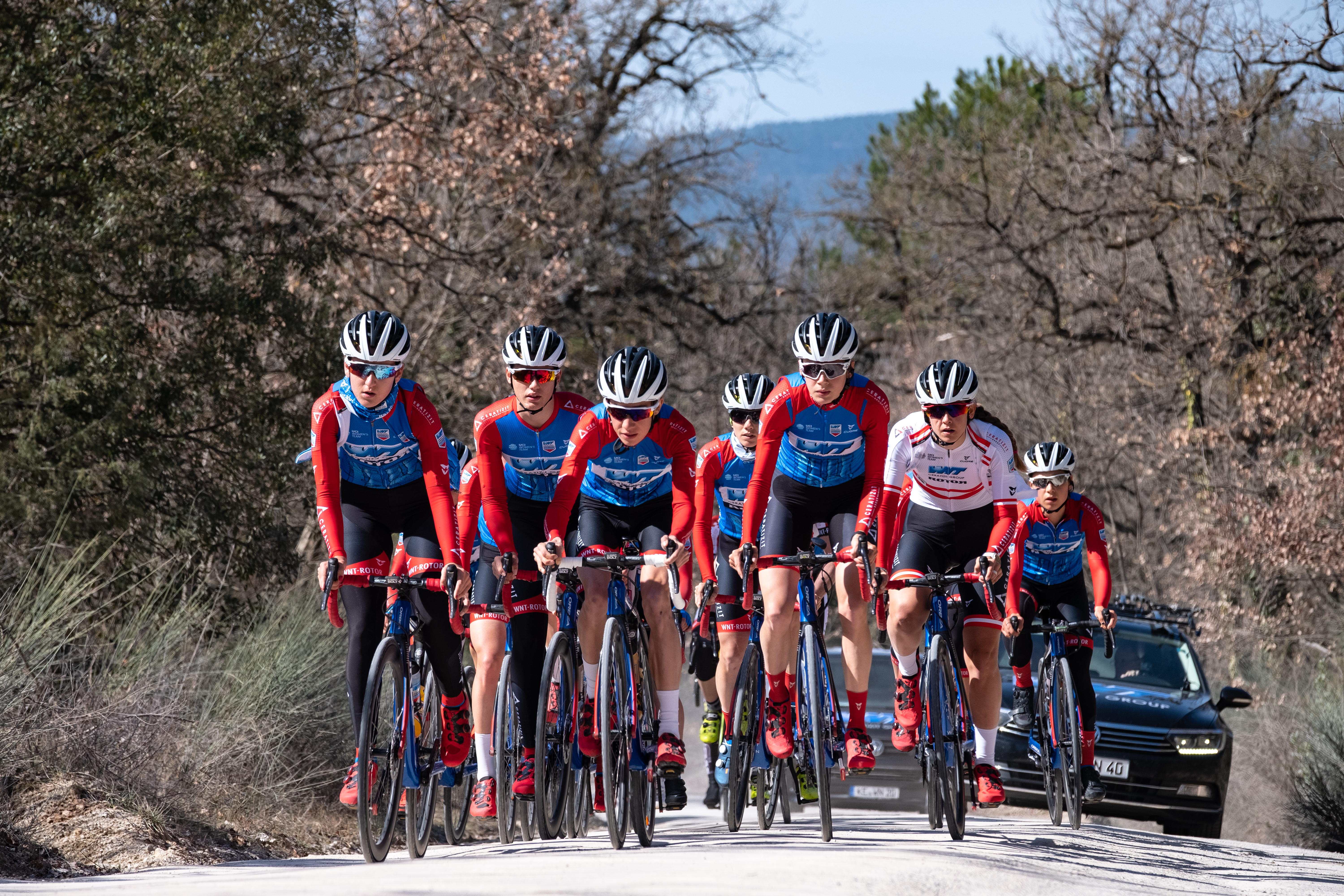
Photo officielle de l'équipe

Au Trofeo Alfredo Binda-Comune di Cittiglio, Erica Magnaldi suit l'attaque décisive de Katarzyna Niewiadoma avec six autres coureuses. Elle est finalement dixième du sprint.
Aux Trois Jours de La Panne, au sprint, Lisa Brennauer remonte Kirsten Wild, quelque peu mal placée à quelques kilomètres de l'arrivée. Amalie Dideriksen lance le sprint de loin, mais Kirsten Wild parvient à remonter tout le monde et à s'imposer,. À Gand-Wevelgem, elle récidive au sprint en gagnant largement,.

### Avril
À l'Healthy Ageing Tour, Kirsten Wild est quatrième du sprint de la première étape. Elle gagne ensuite la troisième étape. Elle est ensuite cinquième du contre-la-montre individuel, Lisa Brennauer est septième. L'après-midi, Anouska Koster attaque à une soixantaine de kilomètres de la ligne. À trente-cinq kilomètres du but, Lisa Brennauer sort et passe Anouska Koster puis l'attend. Au sprint, Lisa Brennauer devance Anouska Koster. Kirsten Wild remporte ensuite la cinquième étape au sprint. Elle est troisième du classement général et vainqueur du classement par points. Lisa Brennauer gagne le classement des sprints.

### Mai
Au Festival Elsy Jacobs, Lisa Brennauer est deuxième du prologue à six secondes de Demi Vollering,. Sur la deuxième et dernière étape, l'équipe WNT durcie l'étape. Elles sont une trentaine à se disputer la victoire au sprint. Lisa Brennauer s'impose et remporte ainsi le classement général.
Au Tour de Californie, Clara Koppenburg prend la quatrième place de la montagneuse deuxième étape. Elle prend la même place au classement général final.

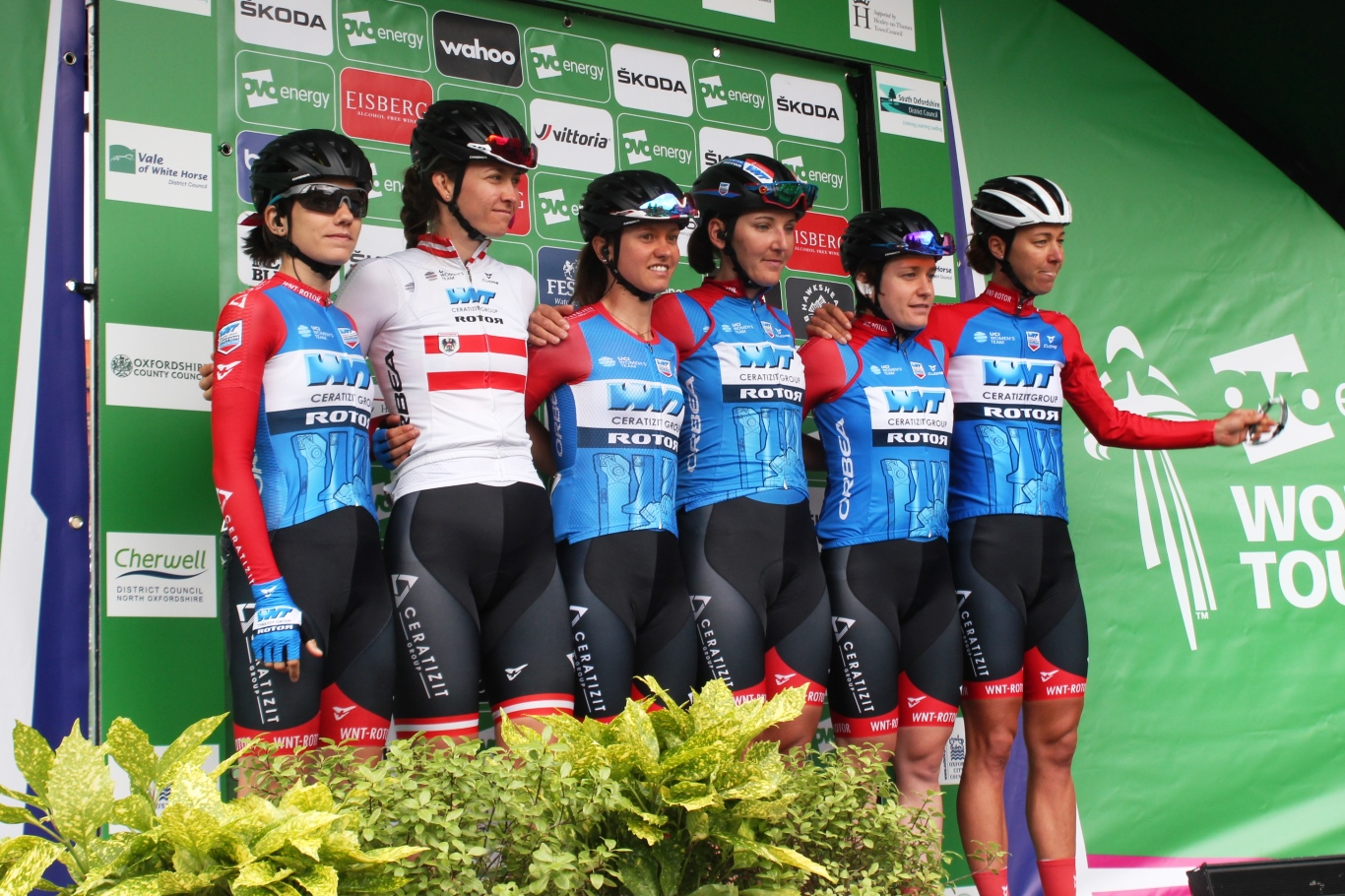
Au Women's Tour

Au Tour de Thuringe, la première étape voit la victoire d'un groupe d'échappée avec Kathrin Hammes dedans. Elles passent la ligne d'arrivée avec six minutes d'avance sur le peloton. L'Allemande est deuxième, mais profite de la défaillance de Barbara Guarischi pour s'emparer du maillot jaune le lendemain. Dans le contre-la-montre, Lisa Brennauer est deuxième vingt-et-une secondes derrière Ellen van Dijk. Kathrin Hammes, malgré de mauvaises sensations, ne perd que quatre secondes sur sa rivalle Pernille Mathiesen. Elle conserve donc la tête du classement général. Peu inquiétée sur la dernière étape, elle remporte la première course par étapes de sa carrière.

### Juin
Kirsten Wild remporte au sprint les deux premières étapes du Tour de Bretagne. Elle se classe deuxième du classement général. Au Women's Tour, Lisa Brennauer est troisième du sprint de la première étape. Sur la troisième étape, elle est deuxième. Elle profite de l'abandon de Marianne Vos pour endosser le maillot vert de leader du classement général. Sur la quatrième étape, la victoire se joue dans un sprint en côte. Lisa Brennauer est huitième et perd onze secondes sur Katarzyna Niewiadoma. Elle doit laisser la tête du classement général. Elle perd encore du temps le lendemain et ses ambitions pour la victoire finale.
Aux championnats d'Allemagne, Lisa Brennauer est troisième du contre-la-montre. Sur route, elle s'impose au sprint.

### Juillet
Au Tour d'Italie, Ane Santesteban est septième de la deuxième étape et huitième de la troisième étape. Sur l'étape reine, Erica Magnaldi se classe huitième dans le groupe des favorites. Elle se montre active sur la septième étape, où Ane Santesteban prend la neuvième place. Les deux leaders de l'équipe poursuive Annemiek van Vleuten lors de la huitième étape après la côte de Pala Barzana, mais la mauvaise coopération provoque un regroupement général. Dans la côte de Clauzetto, onze coureuses, dont Kathrin Hammes, se détachent. Elle se classe sixième. Lors de l'arrivée au sommet de la neuvième étape, Ane Santesteban et Erica Magnaldi sont respectivement septième et huitième. Au classement général final, l'Italienne est dixième et l'Espagnole douzième.
À La course by Le Tour de France, dans la côte d'Esquillot à trente-sept kilomètres de l'arrivée, un groupe de onze favorites dont Ane Santesteban sort. La mauvaise coopération mène à l'éclatement de cette échappée.  Elle est finalement neuvième,,,.
Aux championnats d'Europe de cyclisme sur route, Lisa Brennauer fait partie de l'équipe d'Allemagne qui obtient la médaille d'argent du relais mixte. Sur la course en ligne, Kirsten Wild est septième et Lisa Brennauer huitième en participant au sprint du peloton.

### Août
Lors de la Classique de Saint-Sébastien, la course décide sur une portion plate. Un groupe de seize coureuses se détachent. Dans la troisième difficulté de la journée, Lucy Kennedy attaque. Janneke Ensing est deuxième au sommet. L'Australienne est ensuite victime d'une crevaison, ce qui permet à Ensing de la dépasser. À trente kilomètres de l'arrivée, elle est en tête avec cinquante-cinq secondes d'avance. Toutefois la coopération derrière réduit l'écart à quarante secondes au pied du Murgil Tontorra. Lucy Kennedy y produit son effort et revient sur Janneke Ensing et la dépasse. Janneke Ensing est deuxième.

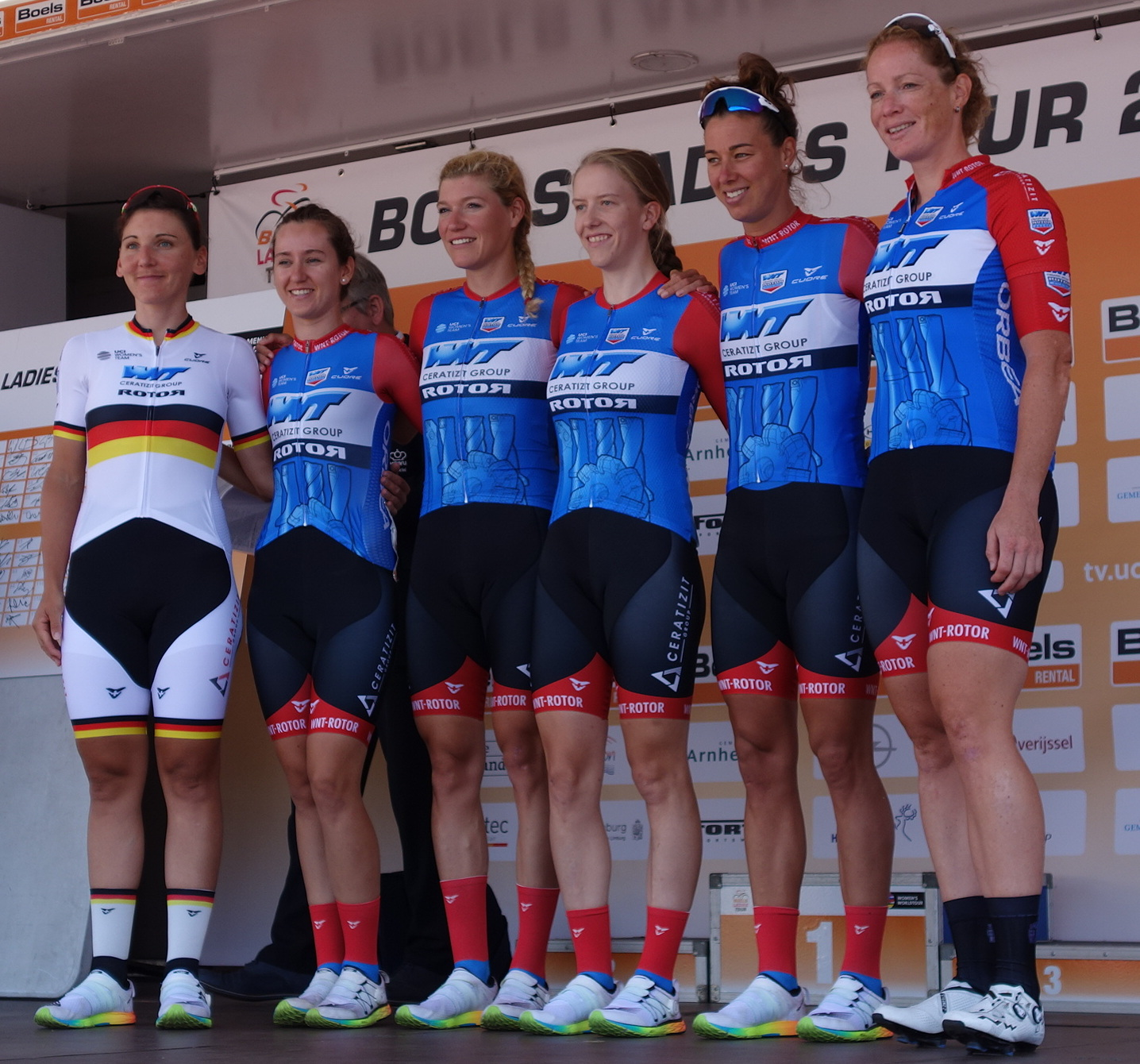
Au Boels Ladies Tour

À la RideLondon-Classique, la course se conclut au sprint. Lisa Brennauer mène le dernier kilomètre pour Kirsten Wild à gauche de la route. Lorena Wiebes ouvre tôt le sprint à droite. Elle est suivie par Letizia Paternoster et Elisa Balsamo. À gauche, Kirsten Wild se voit enfermée et fait un écart à gauche pour lancer son sprint. Elle entraîne par là-même la roue avant de Chloe Hosking qui chute lourdement entraînant plusieurs dizaines de coureuses à terre. Kirsten Wild passe la ligne la première pour quelques centimètres devant Wiebes, elle est cependant déclassée pour son écart,.
Au contre-la-montre par équipes de l'Open de Suède Vårgårda, la formation ne peut pas prendre le départ après avoir endommagé plusieurs vélos de contre-la-montre lors d'une chute sur une reconnaissance. Sur la course en ligne, Lisa Brennauer est quinzième. 
Au Grand Prix de Plouay, lors de l'avant-dernière montée de Ty Marrec, Janneke Ensing sort avec quatre autres coureuses, mais elles sont rapidement reprises.

### Septembre
Au Boels Ladies Tour, Lisa Brennauer est cinquième du prologue. Sur la première et deuxième étape, Kirsten Wild est deuxième du sprint derrière Lorena Wiebes,. Sur l'ultime étape, Lisa Brennauer est sixième du sprint. Elle est huitième du classement général. Kirsten Wild gagne le classement des sprints. 
Au Tour de l'Ardèche, Ane Santesteban est cinquième de la première étape. Le lendemain, dans la côte de Mende Erica Magnaldi est cinquième, Ane Santesteban sixième et Clara Koppenburg neuvième. Sur la troisième étape, peu après l'ultime prix de la montagne, Marianne Vos passe à l'offensive avec cinq autres concurrentes dont Ane Santesteban et Erica Magnaldi. Vos attaque de nouveau à quatre kilomètres de l'arrivée et s'impose seule. Ane Santesteban est deuxième, Erica Magnaldi quatrième. Ane Santesteban est encore cinquième de la cinquième étape. Sur l'étape suivante, La montée vers les Ambales provoque une sélection. Dans la descente un groupe de cinq coureuses se forme. Il s'agit de : Ella Harris, Teuntje Beekhuis, Arlenis Sierra, Clara Koppenburg et Marianne Vos. Ces deux dernières sortent ensuite de ce groupe et compte une minute trente d'avance sur leurs poursuivantes dans le Col de Montreynaud. Finalement, elle devance Clara Koppenburg pour la victoire d'étape. Au classement général final, Clara Koppenburg est deuxième, Erica Magnaldi quatrième et Ane Santesteban cinquième. WNT est la meilleure équipe.
À La Madrid Challenge by La Vuelta, Lisa Brennauer remporte l'étape contre-la-montre. Sur les sprints intermédiaires de la course en ligne, Kirsten Wild emmène Lisa Brennauer. Elle conserve donc son avance face à Lucinda Brand. Sur le sprint final, Kirsten Wild est huitième. 
Aux championnats du monde, Lisa Brennauer est dixième du contre-la-montre individuel. Sur la course en ligne, dans la côte de Lofthouse, située au bout du quarantième kilomètre, Annemiek Van Vleuten accélère puis attaque. Derrière un groupe de poursuivantes avec Clara Koppenburg se forme. À mi-course, les attaques d'Elizabeth Deignan puis Chloe Dygert scinde ce groupe en deux et Clara Koppenburg est distancée. Elle est reprise par le peloton. Lisa Brennauer est quatrième du sprint du peloton,.

## Victoires

### Sur route
| Victoires | Victoires                                            | Victoires  | Victoires | Victoires        | Victoires |
| Date      | Course                                               | Pays       | Classe    | Vainqueur        |           |
| --------- | ---------------------------------------------------- | ---------- | --------- | ---------------- | --------- |
| 23 fév.   | 3e étape de la Semaine cycliste valencienne          | Espagne    | 2.2       | Clara Koppenburg |           |
| 24 fév.   | Classement général, Semaine cycliste valencienne     | Espagne    | 2.2       | Clara Koppenburg |           |
| 28 mars   | Trois jours de La Panne                              | Belgique   | 1.WWT     | Kirsten Wild     |           |
| 31 mars   | Gand-Wevelgem                                        | Belgique   | 1.WWT     | Kirsten Wild     |           |
| 12 avr.   | 3e étape, Bloeizone Fryslân Tour                     | Pays-Bas   | 2.1       | Kirsten Wild     |           |
| 13 avr.   | 4eb étape, Bloeizone Fryslân Tour                    | Pays-Bas   | 2.1       | Lisa Brennauer   |           |
| 14 avr.   | 5e étape, Bloeizone Fryslân Tour                     | Pays-Bas   | 2.1       | Kirsten Wild     |           |
| 12 mai    | Classement général, Festival Elsy Jacobs             | Luxembourg | 2.1       | Lisa Brennauer   |           |
| 12 mai    | 2e étape, Festival Elsy Jacobs                       | Luxembourg | 2.1       | Lisa Brennauer   |           |
| 2 juin    | Classement général, Tour de Thuringe                 | Allemagne  | 2.1       | Kathrin Hammes   |           |
| 5 juin    | 1re étape du Tour de Bretagne                        | France     | 2.2       | Kirsten Wild     |           |
| 6 juin    | 2e étape du Tour de Bretagne                         | France     | 2.2       | Kirsten Wild     |           |
| 30 juin   | Championnat d'Allemagne sur route                    | Allemagne  | CN        | Lisa Brennauer   |           |
| 14 sept.  | 1re étape de La Madrid Challenge by La Vuelta        | Espagne    | 2.WWT     | Lisa Brennauer   |           |
| 15 sept.  | Classement général, La Madrid Challenge by La Vuelta | Espagne    | 2.WWT     | Lisa Brennauer   |           |

### Sur piste
| Date       | Course                                             | Pays        | Classe | Vainqueur    |
| ---------- | -------------------------------------------------- | ----------- | ------ | ------------ |
| 2 janvier  | Coupe du monde de Hong-Kong, course à l'américaine | Hong Kong   | CM     | Kirsten Wild |
| 25 janvier | Coupe du monde de Hong-Kong, omnium                | Hong Kong   | CM     | Kirsten Wild |
| 1er mars   | Championnat du monde de l'omnium                   | Pologne     | CDM    | Kirsten Wild |
| 2 mars     | Championnat du monde de la course à l'américaine   | Pologne     | CDM    | Kirsten Wild |
| 28 juin    | Jeux européens, scratch                            | Biélorussie | CC     | Kirsten Wild |
| 29 juin    | Jeux européens, omnium                             | Biélorussie | CC     | Kirsten Wild |

### Résultats sur les courses majeures

#### World Tour
| Date            | #  | Course                                   | Pays            | Meilleure classée | Classement |
| --------------- | -- | ---------------------------------------- | --------------- | ----------------- | ---------- |
| 9 mars          | 1  | Strade Bianche                           | Italie          | Clara Koppenburg  | 23e        |
| 17 mars         | 2  | Tour de Drenthe                          | Pays-Bas        | Kirsten Wild      | 8e         |
| 24 mars         | 3  | Trofeo Alfredo Binda-Comune di Cittiglio | Italie          | Erica Magnaldi    | 10e        |
| 28 mars         | 4  | Trois Jours de la Panne                  | Belgique        | Kirsten Wild      | Vainqueur  |
| 31 mars         | 5  | Gand-Wevelgem                            | Belgique        | Kirsten Wild      | Vainqueur  |
| 7 avril         | 6  | Tour des Flandres                        | Belgique        | Lisa Brennauer    | 8e         |
| 21 avril        | 7  | Amstel Gold Race                         | Pays-Bas        | -                 | AB         |
| 24 avril        | 8  | Flèche wallonne                          | Belgique        | Erica Magnaldi    | 27e        |
| 28 avril        | 9  | Liège-Bastogne-Liège                     | Belgique        | Ane Santesteban   | 28e        |
| 9-11 mai        | 10 | Tour de l'île de Chongming               | Chine           | Lara Vieceli      | 14e        |
| 16-18 mai       | 11 | Tour de Californie                       | États-Unis      | Clara Koppenburg  | 4e         |
| 22-25 mai       | 12 | Emakumeen XXXI. Bira                     | Espagne         | Ane Santesteban   | 8e         |
| 10-15 juin      | 13 | The Women's Tour                         | Grande-Bretagne | Ane Santesteban   | 12e        |
| 5-14 juillet    | 14 | Tour d'Italie                            | Italie          | Erica Magnaldi    | 10e        |
| 23 juillet      | 15 | La course by Le Tour de France           | France          | Ane Santesteban   | 9e         |
| 3 août          | 16 | RideLondon-Classique                     | Grande-Bretagne | Lara Vieceli      | 29e        |
| 10 août         | 16 | Open de Suède Vårgårda TTT               | Suède           | -                 | -          |
| 18 août         | 18 | Open de Suède Vårgårda                   | Suède           | Lisa Brennauer    | 15e        |
| 22-25 août      | 19 | Tour de Norvège                          | Norvège         | -                 | -          |
| 31 août         | 20 | Grand Prix de Plouay                     | France          | Clara Koppenburg  | 16e        |
| 3 -8 septembre  | 21 | Boels Rental Ladies Tour                 | Pays-Bas        | Lisa Brennauer    | 8e         |
| 14-15 septembre | 22 | La Madrid Challenge by La Vuelta         | Espagne         | Lisa Brennauer    | Vainqueur  |
| 20 octobre      | 23 | Tour de Guangxi                          | Chine           | -                 | -          |

Kirsten Wild est dix-neuvième du classement individuel, WNT est neuvième du classement par équipes.

#### Grand tour
| Grand tour            | Tour d'Italie        |
| --------------------- | -------------------- |
| Coureuse (classement) | Erica Magnaldi (10e) |
| Accessits             | -                    |

## Classement mondial
| Classement UCI | Classement UCI          | Classement UCI | Classement UCI |
| Coureuse       | Coureuse                | Pays           | Points         |
| -------------- | ----------------------- | -------------- | -------------- |
| 15e            | Lisa Brennauer          | Allemagne      | 982.33 pts     |
| 24e            | Kirsten Wild            | Pays-Bas       | 732.67 pts     |
| 53e            | Ane Santesteban         | Espagne        | 392.67 pts     |
| 55e            | Clara Koppenburg        | Allemagne      | 354 pts        |
| 88e            | Erica Magnaldi          | Italie         | 233.67 pts     |
| 97e            | Kathrin Hammes          | Allemagne      | 221.67 pts     |
| 111e           | Janneke Ensing          | Pays-Bas       | 196.67 pts     |
| 325e           | Lara Vieceli            | Italie         | 47.67 pts      |
| 435e           | Sarah Rijkes            | Autriche       | 28 pts         |
| 487e           | Claudia Koster          | Pays-Bas       | 23 pts         |
| 742e           | Lea Lin Teutenberg      | Allemagne      | 8 pts          |
| 782e           | Gabrielle Pilote Fortin | Canada         | 6 pts          |
| 934e           | Laura Asencio           | France         | 3 pts          |

WNT est neuvième du classement par équipes.